# جیمز سمپل
جیمز سمپل (به انگلیسی: James Semple) سناتور سابق عضو حزب دموکرات ایالات متحده آمریکا بود. وی در سال ۱۸۴۳ تا ۱۸۴۷ میلادی سناتور ایالت ایلی‌نوی در سنای ایالات متحده آمریکا بود.